# Leopoldo Cassone
Leopoldo Cassone (Moncalvo, 8 dicembre 1868 – Torino, 21 aprile 1935) è stato un compositore italiano.

## Biografia
Nato nel 1868 a Moncalvo, piccolo centro del Monferrato, ben presto si trasferì con la famiglia a Buenos Aires ove frequentò i corsi musicali di Amilcare Zanella, amico di famiglia. Tornato in Italia, proseguì la sua preparazione musicale a Torino.

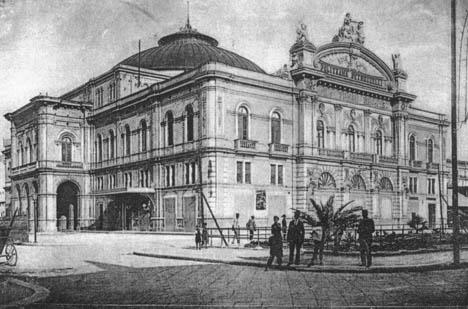
Il teatro Petruzzelli di Bari in una foto d'epoca

Nel 1906, al teatro Vittorio Emanuele del capoluogo piemontese con Angelo Gamba, fu rappresentata la sua prima opera, Velda, un dramma lirico in due atti su libretto del fratello Giuseppe, collaboratore del quotidiano La Stampa. Il lavoro ebbe l'apprezzamento generale della critica e fu replicato al Petruzzelli di Bari. Nel 1910 (?), nello stesso teatro torinese, fu rappresentato Al mulino, dramma lirico in un atto, librettista Alberto Donini. Il lavoro più volte rappresentato, anche all'estero, riscosse l'apprezzamento del pubblico e della critica.
Nel 1916 un suo nuovo lavoro esordì al teatro Scribe: l'operetta in dialetto piemontese L'saot dla bela Auda, soggetto dell'attrice e scrittrice dialettale Gemma Cuniberti e libretto di Giovanni Drovetti. Il giudizio, questa volta, fu meno positivo.
Il successo dei primi due lavori indusse Cassone a cimentarsi nell'ambizioso progetto di musicare nuovamente Il barbiere di Siviglia, opera legata a grandi autori quali Paisiello e Rossini. Il lavoro, su libretto di Drovetti, andò in scena presso il teatro Balbo di Torino  nel 1922. L'opera fu stroncata dalla stampa e il drastico giudizio pregiudicò la carriera del compositore piemontese.
Oltre alle opere citate, Cassone scrisse anche alcune romanze, quartetti d'archi, altri brani, e un'opera per canto e pianoforte, Alda, su libretto di Drovetti, mai rappresentata.
Morì a Torino, a sessantasei anni, nel 1935.